# Stratiomys
Stratiomys És un genus de mosques de la familia Stratiomyidae. Moltes de les seves espècies mimetitzen vespes.

## Taxonomia
El gènere Stratiomys inclou 12 espècies:
- Stratiomys cenisia Meigen, 1822
- Stratiomys chamaeleon (Linnaeus, 1758)
- Stratiomys concinna Meigen, 1822
- Stratiomys deserticolor Lindner, 1930
- Stratiomys equestris Meigen, 1835
- Stratiomys hispanica (Pleske, 1901)
- Stratiomys longicornis (Scopoli, 1763)
- Stratiomys potamida Meigen, 1822
- Stratiomys rubricornis (Bezzi, 1896)
- Stratiomys ruficornis (Macquart, 1838)
- Stratiomys singularior (Harris, 1776)
- Stratiomys validicornis (Loew, 1854)